# Tarsalia strobilanthae
Tarsalia strobilanthae là một loài Hymenoptera trong họ Apidae. Loài này được Baker mô tả khoa học năm 1998.